# وادي بولزازن
وادي بولزازن : هو مزارا سياحي  يمتد من قرية لعلام في بلدية تامريجت إلى شاطئ البحر ببلدية سوق الاثنين في ولاية بجاية ، يعد وادي بولزازن مزارا للاستجمام وقضاء الوقت للسكان المحليين وحتى السياح من كل مكان، حيث تجد فيه «برك» مثل تازڨزاوت ( الزرقاء) و ڨاردورار وتامدا اوبلاط ( بركة الحجر الكبير ) و هذه اشهرها إضافة إلى السدود الجميلة التي تمتاز بالمياه الصافية.